# Окућница Славка Радојичића у Ласцу
Окућница Славка Радојичића се налази у селу Лазац на обронцима Јелице у засеоку Стрмово. Утврђена је за непокретно културно добро - споменик културе 1993. године.

## Опис
Окућница је формирана у првој половини 19. века, као типична окућница села старовлашког типа која у средишњем делу има кућу око које су распоређене привредне и стамбене зграде. Од привредних зграда у оквиру дворишта је млекар, док су кош и качара ван дворишта. Поред старе и нове кућа од стамбених објеката у оквиру дворишта су и чардак (гостинска кућа) и зградица (вајат). 
Стара кућа је дводелна полубрвнара већих димензија са двоје наспрамних врата. Подигнута је на благој падини, без подрума. Унутрашњост објекта је подељена на собу и „кућу”. Масивне темељаче постављене се на низ каменова у нивоу „куће”, а на високи камени подзид у сухозиду испод собе. „Кућа" је грађена од масивних тесаних талпи које су на угловима повезане „у ћерт”. Соба је грађена у дрвеној скелетној конструкцији са испуном од опеке. На чеоној страни су два прозора а један на страни главних врата. Прозори имају гвоздене решетке и дрвене капке. Кров је четворосливан, покривен ћерамидом, са наглашеном стрехом. Подови у обе просторије су од земље, а таваница у соби од шашовца, а у „кући” од дасака. Од уградног намештаја сачувани су долап и наћвар. Кућа је током свог постојања више пута мењана и прилагођавана потребама породице. 
Зграда која заслужује највише пажње је чардак. Чардаци су репрезентативни објекти које су градиле само богате породице. Његов настанак везан је за име Ђука Радојичића који је био међу најбогатијим домаћинима среза трнавског, округа чачанског. Чардак Радојичића је спратна грађевина и припада старијем типу. Готово у потпуности израђен је од дрвета. У нивоу приземља се налази подрум, а на спрату су соба, дивана и ходник који су имали стамбену и јавну функцију. 
Кров му је пирамидалан, покривен ћерамидом. Испред улаза у подрум је трем формиран од испуштеног дела спрата којег носе дрвени стубови. Ограђен је ниском оградом од шашоваца. Преко њега је остварена веза приземља и спрата дрвеним степеништем које води до отвор са капком у поду спрата. Соба је грађена у бондручној констукцији са испуном од чатме. Под спрата је од дасака. 
Таваница је од коленика која је заменила првобитни шашоваца. На зидовима су два прозора са гвозденим решеткама и дрвеним капцима, исти као на кући, по чему се може претпоставити да су измене чардака и куће из истог времена. Зидови диване су прављени од шашовца који је унизан у дрвену скелетну конструкцију. Два већа отвора се затварају “лежећим” капцима са обртањем по доњој хоризонталној оси. Из ходника је улаз у собу, на углу према дивани, због чега је вероватно и добио овај назив. Зидови ходника су од талпи ућертених на углу. На њима су два мала прозора затворена ромбоидним исечцима који се крећу око пишљака. У ходнику су мало зидано огњиште прислоњено уз зид собе и уграђени висећи долап између њега и зида од талпи. Таванице у ходнику и дивани су од шашоваца.
Поред куће и чардака у оквиру окућнице се налази и вајат. Вајат је подигнут као једнопросторни објекат са тремом који је ограђен шашовцем. Кров је покривен ћерамидом. Према натпису на шашовцу таванице трема вајат је подигнут 1891. године. Пун натпис гласи: „Нова сретна година” и испод „1891”. Поред тога записано је и име мајстора Чеде Лишанина из Ласца, имена чланова породице Радојичић, Матије, његовог брата Мијаила погинулог на Јавору у српско-турском рату и Матијиног сина Тадије, као и дунђерски симбол - брадва и извесне шаре.
У непоседној близини вајата се налази млекар који је нешто новији. Грађен је од талпи унизаних у спубове. Вентилација је остварена преко профилисаних летвица. Кров је покривеног црепом.
Окућница је заснована након досељавања Радојичића у ово село. По казивању, чукундеда данашњег власника, Радован, доселио се из околине Бијелог Поља. Када је то било не зна се тачно, али свакако у првој половини прошлог века. Податак да је његов први наследник Матија, звани Ђуко, рођен 1829-30. године, што се изводи из тога да је умро 1889. године у 59. години живота, није довољан да би се поуздано утврдило време досељавања, али је индикативан за оквирно датовање.
У оквиру целине архитектонском вредношћу и старином посебно се издвајају чардак, стара кућа и зградица, које употпуњавају хронолошки млађи али типски објекти, плетени кош, млекар, качара и кућа зиданица. Ови објекти очуваношћу и уредним простором као огледалом марљивости чланова домаћинства личе на музеј народног градитељства у малом. 

## Историјат
Радојичићи су досељени у село Лазац у првој половини 19. века, када су и формирали данашњу окућницу. По казивању, чукундеда данашњег власника, Радован, доселио се из околине Бијелог Поља. Тачније време досељавања може се, недовољно поуздано утврдити на основу породичног предања да је Радованов син Матија, звани Ђуко, рођен 1829-30. године у Ласцу. Објекти окућнице су настајали током 19. века, а мењани су у складу са потребама породице до данашњих дана..

## Значај
Окућница Радојичића представља репрезентативан пример окућнице западне Србије старовлашког типа. Она сведочи о способности човека да свој животни простор организује у складу са животом велике задружне породице. Окућница сведочи и о животу задружне породице западне Србије, са подељеним мушким и женским пословима. Поред архитектонског, етнографског и социолошког значаја, вредност ове окућнице огледа се и у реткости, пошто су очуване окућнице са појединачно вредним објектима народног градитељства ретке. 